# نرد

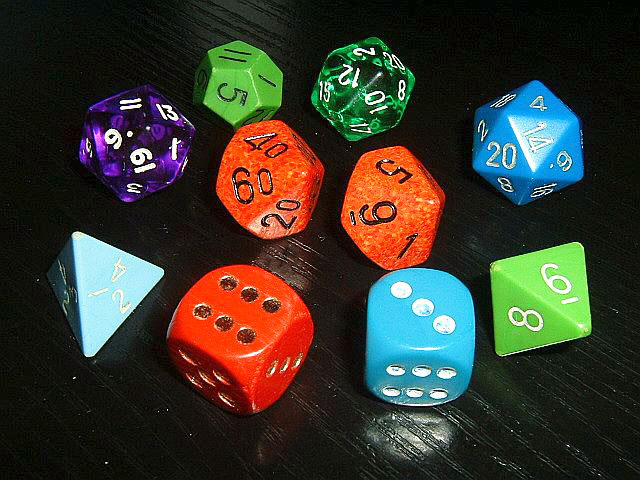
أحجار نرد مختلفة

زَهْرُ النّرْد أو النرد اقتضاباً هو شكل مكعب يستخدم في الألعاب عندما تكون النتائج المطلوبة عشوائية، ويصنع من البلاستيك أو الخشب أو المعدن أو الحجر، وترقم وجوهه بأرقام من 1-6 أي 1، 2، 3، 4، 5، 6، ويمكن أن يكون النرد بشكل آخر غير المكعب ، وكما هو مبين بالصورة ولكن الشكل المكعب هو الغالب.

## ألعاب يستخدم فيها النرد
- النرد
- المونوبولي
- الحية والسلم
- البارتشيس

## حكم لعب النرد في الإسلام
لعب النرد حرام عند جمهور علماء أهل السنة، عن سُلَيْمَانَ بْنِ بُرَيْدَةَ عَنْ أَبِيهِ أَنَّ النَّبِىَّ قَالَ: «مَنْ لَعِبَ بِالنَّرْدَشِيرِ فَكَأَنَّمَا صَبَغَ يَدَهُ فِى لَحْمِ خنزير وَدَمِهِ» صحيح مسلم، وعن سَعِيدِ بْنِ أَبِي هِنْدٍ عَنْ أَبِي مُوسَى الْأَشْعَرِيِّ أَنَّ رَسُولَ اللَّهِ ﷺ قَالَ: «من لعب بالنرد فقد عصى الله ورسوله»، وهو قول الحنفية والمالكية والصحيح من قول الشافعية والحنابلة.